# Cecco Angiolieri
Francesco Angiolieri, znany jako Cecco Angiolieri (ur. 1260, zm. 1312) – poeta włoski, przedstawiciel nurtu realistycznego w XIII-wiecznej poezji włoskiej, autor około 110 sonetów.

## Życie
Cecco Angiolieri urodził się około 1260 roku w Sienie, we wpływowej gwelfickiej rodzinie szlacheckiej. W 1281 roku brał udział w oblężeniu gibelińskiej twierdzy Turri. W czasie oblężenia był wielokrotnie karany za brak dyscypliny. W 1288 roku brał udział w wyprawie wspierającej Florencję przeciw Arezzo, być może w czasie tej wyprawy spotkał Dantego, z którym prowadził potem poetycką korespondencję, do czasu gdy początkowa przyjaźń zmieniła się w gwałtowny konflikt. W 1291 roku był zamieszany w sprawę zranienia obywatela sieneńskiego. W latach 1303–1304 przebywał w Rzymie, prawdopodobnie na wygnaniu. Z powodów politycznych musiał raz jeszcze opuścić Sienę. Zmarł około 1312 roku. Synowie zrezygnowali ze spadku, ponieważ był zbyt obciążony długami (już wcześniej Angiolieri był zmuszony do sprzedaży części swego majątku).

## Twórczość
Angiolieriego otaczała legenda „poety przeklętego”, o którą zresztą sam zabiegał. Miłość przepełniała go smutkiem (Niezmierzona jest moja melancholia), nawet śmiertelny wróg zlitowałby się nad nim (La mia malinconia è tanta e tale). Z obawy przed gniewem ukochanej drży jak uczeń przed nauczycielem (Quando Reggio Becchina corruciata). W formie dowcipnego dialogu przedstawia swe zmagania z nią: Becchino, ma!  Cóż chcesz, kłamco wyrodny. Miłość nie przeszkadza mu prowadzić hulaszczego życia: Trzy rzeczy tylko lubię naprawdę / […] kobietę, szynki i kości (Tre cose solamente mi so’in grado). Często brak mu pieniędzy, za co wini skąpego ojca. Za najlepszych swych krewnych uważa floreny (Li buoni parenti, dica chi dir vuole), kto ich nie ma musi powiedzieć: przyszedłem na świat jak grzyb, wystawiony na burze i wiatry. Najsłynniejszy swój sonet Gdybym był ogniem (S'i'fosse foco) Angiolieri rozpoczyna gwałtownym obrazem zniszczenia świata
Gdybym był ogniem – w proch bym świat obrócił

Gdybym był wichrem – smagałbym go wiecznie

Gdybym był wodą – zalałbym skutecznie

Gdybym był Bogiem – w głąb otchłani rzucił
Pragnie jako cesarz poobcinać wszystkim głowy, a jako papież szkodzić chrześcijanom, a nade wszystko będąc śmiercią nie ustawać w pogoni za swymi rodzicami. Cóż kiedy jest Cekkiem.
Gdybym był Cecco – jakom jest i był – 

Młode, hoże dziewki sam dla siebie brałbym

A stare i brzydkie innym bym zbył

## Recepcja twórczości
Autobiograficzne wątki w poezji Angiorellego – przekleństwa na skąpstwo własnego ojca, deklaracje miłości do prostackiej i kłóliwej Becchiny, utyskiwanie na nędzę i pochwały beztroskiego, pijackiego żywota – sprawiają, że część krytyków uważa go za prekursora poètes maudits. Według nich Cecco tworzy spójny, alternatywny dla współczesnej sobie poezji program ideologiczny. Ich oponenci zwracają uwagę, że rola wiecznie niezadowolonego nieroba i dziwaka jest świadomie i konsekwentnie przez poetę kreowana, a agresywność i prowokacja są starannie obmyślone. Paradoksy tej poezji są dla nich tylko kaprysami autora, a wyśmiewanie przez niego uczciwości, pracy, rodziny, moralności, opaczne pojmowanie świata stanowi tylko ekscentryczną zabawę konwencjami literackimi, wymagającą od odbiorcy znajomości kontekstu liryki dworskiej i dolce stil nuovo.